# Actinostemon
Actinostemon es un género de plantas perteneciente a la familia Euphorbiaceae. Comprede 53 especies descritas, de estas, solo 19 aceptadas. Es originario de Sudamérica.

## Taxonomía
El género fue descrito por Mart. ex Klotzsch y publicado en Archiv für Naturgeschichte 7(1): 184. 1841. La especie tipo es: Actinostemon grandifolius Klotzsch. = Actinostemon lasiocarpus (Müll.Arg.) Baill.		

## Especies aceptadas
A continuación se brinda un listado de las especies del género Actinostemon aceptadas hasta octubre de 2012, ordenadas alfabéticamente. Para cada una se indica el nombre binomial seguido del autor, abreviado según las convenciones y usos.
- Actinostemon amazonicus Pax & K.Hoffm.
- Actinostemon brachypodus (Griseb.) Urb.
- Actinostemon caribaeus Griseb.
- Actinostemon concolor (Spreng.) Müll.Arg.
- Actinostemon desertorum (Müll.Arg.) Pax
- Actinostemon echinatus Müll.Arg.
- Actinostemon glaziovii Pax & K.Hoffm.
- Actinostemon guyanensis Pax
- Actinostemon imbricatus Müll.Arg.
- Actinostemon klotzschii (Didr.) Pax
- Actinostemon lagoensis (Müll.Arg.) Pax
- Actinostemon lasiocarpus (Müll.Arg.) Baill.
- Actinostemon leptopus (Müll.Arg.) Pax
- Actinostemon macrocarpus Müll.Arg.
- Actinostemon mandiocanus (Müll.Arg.) Pax
- Actinostemon schomburgkii (Klotzsch) Hochr.
- Actinostemon sparsifolius (Müll.Arg.) Pax
- Actinostemon unciformis Jabl.
- Actinostemon verticillatus (Klotzsch) Baill.